# Городские населённые пункты Ненецкого автономного округа
Ненецкий автономный округ включает 2 городских населённых пункта:
- 1 город (окружного подчинения, в рамках организации местного самоуправления образует городской округ);
- 1 рабочий посёлок (в составе административного района, в рамках организации местного самоуправления образует городское поселение в составе муниципального района).

## Город
| № | название   | город окружного значения (городской округ) | население (чел.) | основан | статус города | герб | прежнее название |
| - | ---------- | ------------------------------------------ | ---------------- | ------- | ------------- | ---- | ---------------- |
| 1 | Нарьян-Мар | Нарьян-Мар                                 | ↘24 056          | 1930    | 1935          |      |                  |

### Бывший город
Пустозерск — основан в 1499 году, статус города утратил в 1924 году, в 1928 как административный центр, покинут в 1962 году.

## Посёлок городского типа (рабочий посёлок)
| № | название  | район      | население (чел.) | основан | статус города | герб | прежнее название |
| - | --------- | ---------- | ---------------- | ------- | ------------- | ---- | ---------------- |
| 1 | Искателей | Заполярный | ↘7253            | 1974    | 1982          |      |                  |

### Бывшие посёлки городского типа
- Амдерма — пгт с 1940 до 2005 года.
- Нарьян-Мар — пгт с 1931 года. Преобразован в город в 1935 году.

Переданные в состав Республики Коми:
- рабочий посёлок (пгт) Воркута, основан 9 января 1940 года, передан в Коми АССР в октябре 1940 года[5];
- рабочий посёлок (пгт) Хальмер-Ю, передан в Коми АССР в 1959 году[6].;
- рабочий посёлок (пгт) Цементнозаводский, передан в Коми АССР в 1959 году[6].